# Partido Democrático Progresista (Singapur)
El Partido Democrático Progresista (en inglés: Democratic Progressive Party; en chino: 民主进步党; pinyín: Mínzhǔ jìnbù dǎng; en malayo: Parti Demokratik Progresif; en tamil: ஜனநாயக முற்போக்குக் கட்சி), abreviado como DPP, es un partido político singapurense de ideología progresista. Fue fundado en 1973 bajo el nombre de Frente Unido, que luego cambió en 1982 a Frente Unido de Singapur (Singapore United Front; 新加坡统一阵线; Barisan Bersatu Singapura; சிங்கப்பூர் ஐக்கிய முன்னணி) o SUF para evitar confusiones con el existente Frente Popular Unido (UPF).
Durante la mayor parte de su actividad política el SUF fue liderado por Seow Khee Leng. Nunca logró obtener escaños en el Parlamento. Su mejor desempeño histórico se dio en las elecciones de 1984, cuando superó el 10% de los votos y se ubicó tercero en términos de voto popular nacional, sin conseguir ingresar al legislativo. Su candidato en la circunscripción de Kaki Bukit, Tan Chee Kien, obtuvo el 47,72% de los votos, posicionándose como uno de los candidatos opositores derrotados con mejor desempeño, y se le ofreció el 8 de marzo de 1984 asumir como Miembro del Parlamento No Circunscripcional (NCMP), esquema implementado a partir de dichas elecciones. Tan rechazó el ofrecimiento el 28 de marzo.
En 1988 se fusionó con el Partido de los Trabajadores (WP) para disputar las elecciones de ese año. Sin embargo, en 1992, volvió a refundarse bajo el nombre de Partido Democrático Progresista. Participó en las elecciones de 1997, nuevamente fracasando en obtener escaños electos. De cara a las elecciones de 2001, Tan Soo Phuan y a su hijo Tan Lead Shake se postularon como los dos únicos candidatos del DPP en las circunscripciones uninominales de MacPherson y Ayer Rajah respectivamente, resultando derrotados y con Tan Lead Shake perdiendo su depósito electoral luego de no haber obtenido un octavo de los votos válidamente emitidos (a pesar de ser el único candidato opositor en la circunscripción). Padre e hijo serían expulsados del DPP al año siguiente por no haber informado a las autoridades del partido de la decisión de Tan Soo Phuan de disputar MacPherson y el hecho de que Tan Lead Shake había informado que disputaría Joo Chiat en lugar de Ayer Rajah como finalmente sucedió.
El partido no ha vuelto a contender electoralmente desde entonces y su actividad es periódica. En 2013, dos líderes disidentes del Partido Popular de Singapur (SPP), Benjamin Pwee y Hamim Aliyas, revivieron el DPP. Sin embargo, retornaron al SPP de cara a las elecciones de 2015, solo para retornar al DPP después de estas. En 2019, Pwee desertó al Partido Demócrata de Singapur (SDP).